# Alícia Magdalena Sintes Olives
Alícia Magdalena Sintes Olives (Sant Lluís, Menorca, 30 de setembre de 1969) és doctora en Física per la Universitat de les Illes Balears i catedràtica d’universitat en l'àrea de física teòrica. La seva recerca se centra en el camp de l'astronomia d'ones gravitacionals i va liderar la participació espanyola en el consorci internacional LIGO, que va detectar per primer cop les pertorbacions de la curvatura de l’espai-temps, les ones gravitacionals predites per Einstein cent anys enrere.
Es llicencià l'any 1992 en Física per la Universitat de les Illes Balears. Obtingué el doctorat el 1996 per la mateixa universitat. Continuà com a becària Marie Curie i més endavant com a investigadora postdoctoral sènior a l'Albert Einstein Institut, dintre de l'Institut Max Planck d'Alemanya. Lidera el Grup de Física Gravitacional de la UIB (GRAVITY) i és secretària de l'Institut d'Aplicacions Computacionals de Codi Comunitari (IAC3). Les seves activitats d'investigació abasten el camp de l'astronomia d'ones gravitacionals, essent una experta en la posada a punt de detectores interferomètrics, en l'estudi i recerca d'estels de neutrons i sistemes binaris de forats negres. Se sumà a la Col·laboració Científica LIGO (LSC) i GEO el 1997, i és membre del consell LIGO-LSC i del comitè executiu de GEO, així com del Consorci LISA i de l'Equip Científic del Telescopi Einstein. És membre de l'Institut d'Estudis Espacials de Catalunya, l'Institut Menorquí d'Estudis i és investigadora associada Severo Ochoa a l'Institut de Física Teòrica (UAM-CSIC) de Madrid.
L'any 2024 figurà entre els 100 investigadors més rellevants del món, en el rànquing publicat pel Consell Superior d'Investigacions Científiques (CSIC).

## Mèrits, reconeixements i distincions
- 2018 - Nomenada Filla Predilecta de Sant Lluís[6]
- 2018 - Membre de la “Selecció Espanyola de Ciència 2018” de QUO i CSIC
- 2018 - Premi Bartomeu Oliver 2018 de l'Obra Cultural Balear
- 2017 - Premi Ramon Llull 2017 del Govern de les Illes Balears
- 2017 - Premio Diario de Mallorca 2017[7]
- 2017 - Medalla d'Or de Palma 2017
- 2017 - Coguardonada amb el premi Princesa d'Astúries 2017
- 2016 - Premi Jaume II 2016 del Consell de Mallorca
- 2016 - Guardonada juntament amb la resta de l'equipo LIGO amb el premi Gruber de Cosmologia 2016
- 2025 inclosa a la llista Forbes de les 50 dones més influents de les Balears.[8]